# Michał Carvalho
Michał Carvalho SJ, port. Miguel de Carvalho (ur. 1577 w Bradze, zm. 25 sierpnia 1624 w Shimabarze) – błogosławiony Kościoła katolickiego, męczennik, portugalski prezbiter, jezuita, ofiara prześladowań antykatolickich w Japonii.

## Życiorys
Pochodził z zamożnej szlacheckiej rodziny z Bragi. W 1597 roku wstąpił do Towarzystwa Jezusowego w Coimbrze. Od 1602 roku studiował w Indiach. Po ukończeniu studiów filozoficznych i teologicznych w Kolegium św. Pawła w Goa otrzymał sakrament święceń kapłańskich. Przez kilkanaście lat powołanie realizował jako wykładowca teologii w macierzystej uczelni. 21 sierpnia 1621 roku przez Malakkę, Makau i Manilę dotarł do Japonii, by móc realizować pragnienie ewangelizacji tamtejszej ludności. Sytuacja w tym kraju była wynikiem działań mających na celu ograniczenie wpływu rosnącej grupy katolików na życie społeczne. Po okresie wzmożonej działalności misyjnej Kościoła katolickiego, gdy w 1613 roku siogun Hidetada Tokugawa wydał dekret, na mocy którego zakazano praktykowania i nauki religii, a pod groźbą utraty życia wszyscy misjonarze mieli opuścić Japonię, rozpoczęły się trwające kilka dziesięcioleci krwawe prześladowania chrześcijan.
Na Amakusa Michał Carvalho, ukrywając się przebrany za żołnierza, przez dwa lata przyswajał język i zasady inkulturacji. Gdy miejscowemu gubernatorowi otwarcie wyznał, że jest misjonarzem, a prawdziwym celem pobytu jest głoszenie Ewangelii i nawracanie na chrześcijaństwo, wydalono go z wyspy. Dzięki pomocy współwyznawców dotarł do Nagasaki, gdzie prowincjał ojciec Franciszek Pacheco doradzał mu roztropność w realizacji apostolatu i skierował go do opieki małej grupy zamieszkującej podmiejskie tereny. 22 lipca 1623 roku, gdy wracał z posługi duszpasterskiej w Ōmurze, został aresztowany za sprawą donosu. W tamtejszym więzieniu dołączył do Piotra Vázqueza OP, Ludwika Sotelo OFM i dwóch japońskich franciszkanów Ludwika Sasadę oraz tercjarza Ludwika Babę. Czas pobytu w niewoli Michał Carvalho dzielił między celebrowanie codziennych mszy i modlitwy. Zachowały się listy świadczące o harcie ducha wykazywanym w obliczu chorób, głodu i chłodu. 24 sierpnia wydano wyrok śmierci, który wykonano następnego dnia w Shimabarze. Na wolnym ogniu stosów spalono wszystkich wymienionych.
Grupa, która nie podporządkowała się dekretowi Hidetady Tokugawy, a do której należał Michał Carvalho, padła ofiarą nienawiści skierowanej przeciw wierze katolickiej.

## Znaczenie
Niezłomność i radość, jaką wykazali skazańcy w obliczu męczeńskiej śmierci za wiarę, wzbudziła podziw współczesnych.
7 lipca 1867 papież Pius IX beatyfikował Alfonsa z Navarrete i 204 towarzyszy, zabitych za wyznawanie wiary w krajach misyjnych, wśród których był Michał Carvalho i współtowarzysze. Śmierć męczenników upamiętnia obelisk wystawiony w Ōmurze.
W Kościele katolickim wspomnienie liturgiczne błogosławionego obchodzone jest w Dies natalis (25 sierpnia), a także 10 września w rocznicę masakry 205 męczenników japońskich w Nagasaki zaś jezuici wspominają go również 4 lutego.
Błogosławiony Michał Carvalho jest patronem wydziału filozofii Katolickiego Uniwersytetu Portugalskiego w Bradze.